# ازدواج همجنس در پرتغال
ازدواج همجنس از ۵ ژوئن ۲۰۱۰ در پرتغال قانونی شده‌است.نخست‌وزیر وقت خوزه سوکراتس یک لایحه برای قانونی‌سازی ازدواج همجنس را در دسامبر ۲۰۰۹ به مجلس معرفی کرد و در فوریه ۲۰۱۰ توسط مجلس وقت تصویب شد و در آوریل ۲۰۱۰ توسط دادگاه قانون اساسی پرتغال معتبر شناخته شد. در ۱۷ مه ۲۰۱۰ توسط رئیس‌جمهور آنیبال کاواکو سیلوا امضا شد و در ۳۱ مه ۲۰۱۰ به انتشار عمومی رسید.
پرتغال ششمین کشور در اروپا و هشتمین کشور در جهان است که ازدواج همجنس را در سطح ملی قانونی کرده‌است.